# Truchet-Fliesen
Als Truchet-Fliesen (englisch truchet tiles) – seltener auch Truchet-Platten genannt – bezeichnet man quadratische Fliesen mit verschiedenen dekorativen Mustern, die keine Rotationssymmetrie aufweisen. Sie werden vor allem bei der Visualisierung in der Informatik und im Grafikdesign verwendet. Sie können so vielfältig angeordnet werden, dass unzählige einzigartige Muster entstehen können. Wenn man die Fliesen in einer Ebene so platziert, dass sie quadratisch gefliest sind, können sie unterschiedliche Muster bilden. Die Orientierung jeder Kachel hängt dabei von ihrer Position innerhalb der gefliesten Fläche ab, sodass sich jeweils je nach Anordnung neue Muster visualisieren lassen.
Die Truchet-Fliesen wurden 1705 erstmals von den Mathematiker Sébastien Truchet in seinem Buch Mémoire sur les combinaisons erwähnt. Allerdings wurden sie erst ab 1987 durch Cyril Stanley Smith einer breiten Masse bekannt.

## Variationen

### Konstrastierende Dreiecke
Die ursprünglich von Truchet erforschten Fliesen waren entlang ihrer Diagonale geteilt, sodass sie zwei verschiedenfarbige Dreiecke enthielten. Dabei hat jede Platte vier verschiedene mögliche Ausrichtungen.
Aus der Anordnung der Fliesen hinsichtlich ihrer jeweiligen Ausrichtung entstanden vielfältige Muster.
Dabei gibt es zwei Möglichkeiten:
- Anordnung nach einem bestimmten Muster

oder
- Anordnung ohne bestimmte Platzierung

### Viertelkreise
Eine weitere bekannte Version der Truchet-Fliesen dekoriert jede Platte mit jeweils zwei Viertelkreisen, wobei diese die Mittelpunkte der benachbarten Seiten verbinden. Jede dieser Fliesen hat jeweils zwei mögliche Ausrichtungen.

Dieser Typ wurde ebenfalls bei abstrakten Strategiespielen wie Trax und Black Path verwendet.

### Diagonale
Ein Labyrinth kann aus den Fliesen erzeugt werden, wenn sich auf weißen Fliesen eine schwarze Diagonale befindet. Ähnlich wie bei den Viertelkreis-Fliesen hat jede Platte dabei zwei verschiedene Ausrichtungsformen.
Die Verbundenheit, aus der das Labyrinth entsteht, kann mathematisch analysiert werden, indem man die Perkolationstheorie anwendet. Nick Montfort betrachtet eine einzige Codezeile des Commodore 64 BASIC als erforderlich, um derartige Muster zu erschaffen:- 10 PRINT CHR$(205.5+RND(1)); : GOTO 10

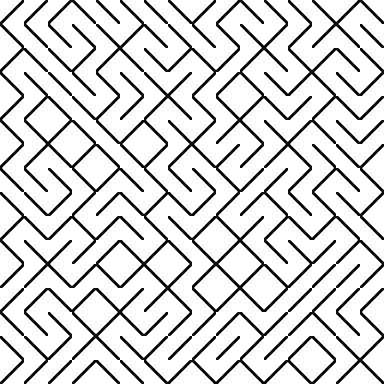
Labyrinth aus diagonalen Truchet-Fliesen